# Copa d'Europa de futbol 1978-79
La Copa d'Europa de futbol 1978-79 fou l'edició número vint-i-quatre en la història de la competició. Es disputà entre l'octubre de 1978 i el maig de 1979, amb la participació inicial de 33 equips de 32 federacions diferents.
La competició fou guanyada pel Nottingham Forest FC a la final davant del Malmö FF.

## Ronda preliminar
| Equip 1   | Global | Equip 2         | Anada | Tornada |
| --------- | ------ | --------------- | ----- | ------- |
| AS Monaco | 3-2    | Steaua Bucarest | 3-0   | 0-2     |

## Primera ronda
| Equip 1              | Global | Equip 2            | Anada | Tornada |
| -------------------- | ------ | ------------------ | ----- | ------- |
| AEK Atenes           | 7-5    | FC Porto           | 6-1   | 1-4     |
| Nottingham Forest FC | 2-0    | Liverpool FC       | 2-0   | 0-0     |
| Reial Madrid         | 12-0   | Progrès Niedercorn | 5-0   | 7-0     |
| Grasshopper          | 13-3   | Valletta           | 8-0   | 5-3     |
| Odense               | 3-4    | Lokomotiv Sofia    | 2-2   | 1-2     |
| 1. FC Köln           | 5-2    | ÍA                 | 4-1   | 1-1     |
| Juventus FC          | 1-2    | Rangers FC         | 1-0   | 0-2     |
| Fenerbahçe SK        | 4-5    | PSV                | 2-1   | 2-4     |
| Vllaznia             | 3-4    | Austria Viena      | 2-0   | 1-4     |
| Linfield             | 0-1    | Lillestrøm         | 0-0   | 0-1     |
| Omonia               | 2-2¹   | Bohemian           | 2-1   | 0-1     |
| FK Partizan          | 2-2²   | Dynamo Dresden     | 2-0   | 0-2     |
| Zbrojovka Brno       | 4-2    | Újpesti Dózsa      | 2-2   | 2-0     |
| Club Brugge          | 3-4    | Wisła Kraków       | 2-1   | 1-3     |
| Haka                 | 1-4    | Dinamo Kiev        | 0-1   | 1-3     |
| Malmö FF             | 1-0    | AS Monaco          | 0-0   | 1-0     |

¹ Bohemian passà a la segona ronda per la regla del valor doble dels gols en camp contrari.
² Dynamo Dresden passà a la segona ronda pel llançament des del punt de penal.

## Segona ronda
| Equip 1         | Global | Equip 2              | Anada | Tornada |
| --------------- | ------ | -------------------- | ----- | ------- |
| AEK Atenes      | 2-7    | Nottingham Forest FC | 1-2   | 1-5     |
| Reial Madrid    | 3-3¹   | Grasshopper          | 3-1   | 0-2     |
| Lokomotiv Sofia | 0-5    | 1. FC Köln           | 0-1   | 0-4     |
| Rangers FC      | 3-2    | PSV                  | 0-0   | 3-2     |
| Austria Viena   | 4-1    | Lillestrøm           | 4-1   | 0-0     |
| Bohemian        | 0-6    | Dynamo Dresden       | 0-0   | 0-6     |
| Zbrojovka Brno  | 3-3²   | Wisła Kraków         | 2-2   | 1-1     |
| Dinamo Kiev     | 0-2    | Malmö FF             | 0-0   | 0-2     |

¹ Grasshopper passà a Quarts de final per la regla del valor doble dels gols en camp contrari.
² Wisła Kraków passà a Quarts de final per la regla del valor doble dels gols en camp contrari.

## Quarts de final
| Equip 1              | Global | Equip 2        | Anada | Tornada |
| -------------------- | ------ | -------------- | ----- | ------- |
| Nottingham Forest FC | 5-2    | Grasshopper    | 4-1   | 1-1     |
| 1. FC Köln           | 2-1    | Rangers FC     | 1-0   | 1-1     |
| Austria Viena        | 3-2    | Dynamo Dresden | 3-1   | 0-1     |
| Wisła Kraków         | 3-5    | Malmö FF       | 2-1   | 1-4     |

## Semifinals
| Equip 1              | Global | Equip 2    | Anada | Tornada |
| -------------------- | ------ | ---------- | ----- | ------- |
| Nottingham Forest FC | 4-3    | 1. FC Köln | 3-3   | 1-0     |
| Austria Viena        | 0-1    | Malmö FF   | 0-0   | 0-1     |

## Final
| Nottingham Forest FC | 1-0      | Malmö FF |
| -------------------- | -------- | -------- |
| Francis 45'          | (Report) |          |

| Guanyador de la Copa d'Europa 1978-79 |
| ------------------------------------- |
| Nottingham Forest FC Primer títol     |